# حارة الأغاني (كتاب)
زقاق الأغاني أو حارة الأغاني هي رواية صدرت عام 2010 للمؤلفة السودانية ليلى أبو العلا. يعتبر الكتاب سرد خيالي لحياة الشاعر السوداني حسن عوض أبو العلا.

## تاريخ
قررت ليلى أبو العلا كتابة رواية مستوحاة من حياة عمها الشاعر في الأربعينيات الذي ظل طريح الفراش لمدة 20 عامًا. نقلت أحداث حياته إلى الخمسينيات لتتزامن مع استقلال السودان. تقول أبو العلا إنها أرادت من خلال تأليف كتاب تجري أحداثه في السودان تبديد الصور النمطية للمجاعة والحرب التي كثيرًا ما ترتبط بالبلاد.

## ملخص الرواية
في خمسينيات من القرن الماضي في السودان، كانت الطالبة الجميلة ثريا بالكاد تستطيع الانتظار حتى تتزوج ابن عمها الوسيم والذكي نور. يحلم نور بأن يكون شاعرًا، لكن يعارض والده رجل الأعمال الثري محمود أبوزيد ذلك تمامًا. يريد نور أن يذهب إلى إحدى الجامعات الإنجليزية في المملكة المتحدة ويتولى إدارة أعمال العائلة، لأن ناصر الأخ الأكبر لمحمود كسول ومبذر. ويشجعه في هذه الأثناء مدرسه السابق الفقير أستاذ بدر سرًا على كتابة الشعر.
يتداعى مستقبل نور اللامع عندما يغوص في مياه الإسكندرية ويصبح مشلولًا . وعلى الرغم من العديد من العمليات الجراحية، يعلن أطباء جراحة المخ والأعصاب أنهم غير قادرين على علاجه. تنقسم العائلة في أعقاب ذلك. تستغل وهيبة زوجة محمود المنفصلة الفرصة للانتقام من نبيلة زوجة محمود المفضلة. وتعتقد ثريا في البداية أن نور سيشفى، لكن يمنعها محمود من الزواج منه. تزوجت ثريا في النهاية من أحد أصدقاء نور المقربين، وأصبح نور شاعرًا مشهورًا، عندما استخدم المغنون المشهورون كلماته في أغانيهم.
- محمود بك أبو زيد - كبير عائلة أبو زيد ورئيس شركة أبو زيد التجارية. يسعى محمود إلى زيادة أمواله من خلال كسب تأييد البريطانيين.
- نور أبوزيد - الابن الثاني لمحمود الذي يدرس في كلية فيكتوريا المرموقة على الطراز البريطاني بالإسكندرية . طالب ورياضي جيد وسيرث شركة والده يومًا ما.
- ثريا أبو زيد - ابنة عم نور والواقعة في حبه.
- نبيلة أبو زيد - زوجة محمود الثانية، مصرية شابة وجميلة وعصرية.
- الأستاذ بدر - مدرس نور السابق الذي يشجعه على كتابة الشعر.
- الحاجة وهيبة أبو زيد - زوجة محمود الأولى تقليدية للغاية. تزوجت وهيبة ومحمود زواجًا تقليديًا وانفصلا منذ سنوات رغم أنهما ما زالا يعيشان في نفس المنزل.
- ناصر أبو زيد - الابن الأكبر لمحمود الذي لا يُعتمد عليه والذي يقضي معظم وقته في الحانات وبيوت الدعارة.
- إدريس أبو زيد - والد ثريا الصارم. إدريس هو الأخ الأصغر لمحمود.
- فاطمة أبو زيد - أخت ثريا الكبرى وزوجة ناصر التي طالت معاناتها.

## الجوائز
- 2012 جائزة الكتاب الاسكتلندي للخيال. [3]